# Tambura

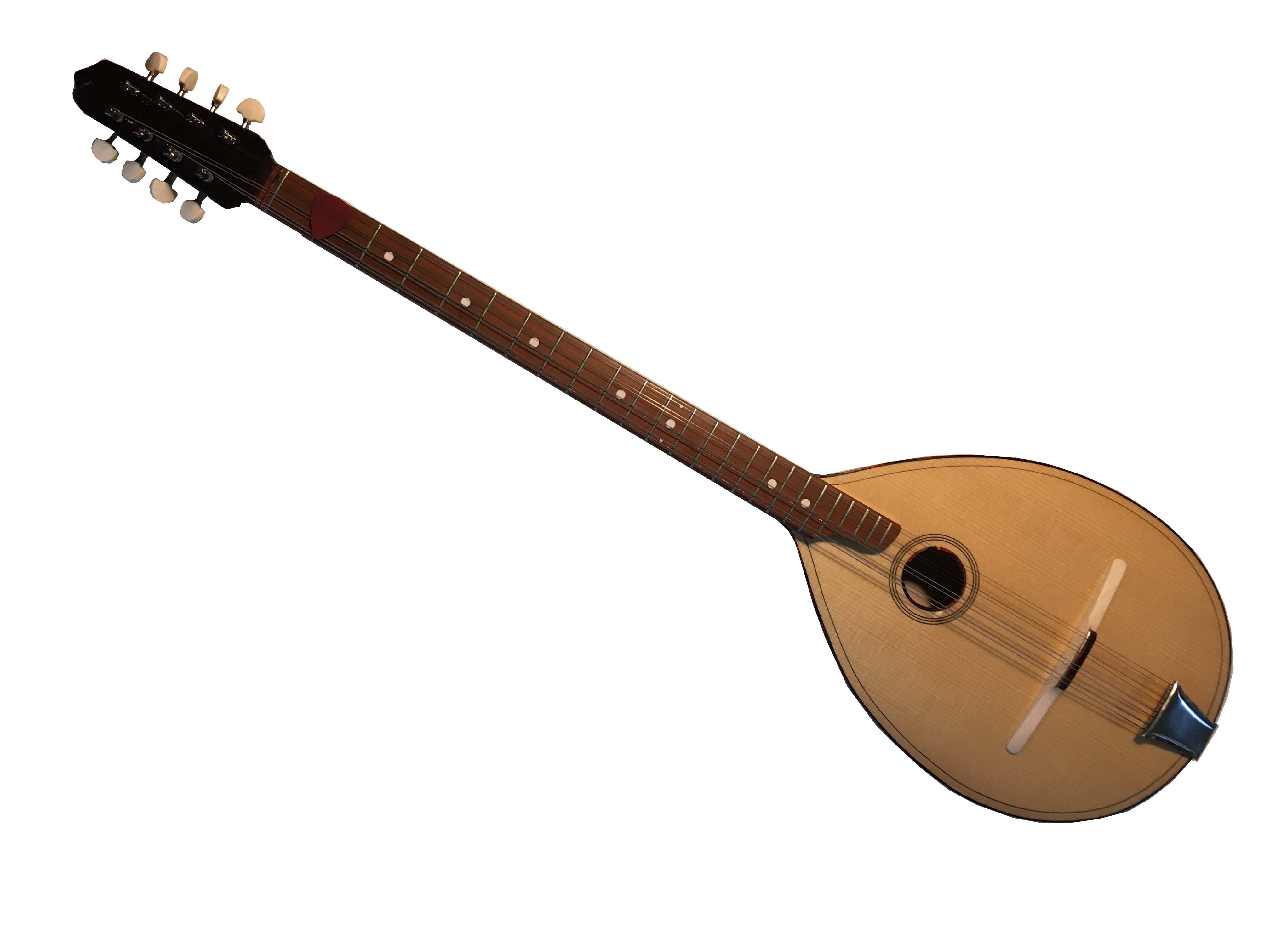
Čtyřstrunná tambura

Tambura je strunný drnkací nástroj patřící do skupiny louten, který se používá v Bulharsku, Srbsku, Chorvatsku, Makedonii a dalších zemích na jihovýchodě Evropy. Název je odvozený od perského tanbur. Od stejného slova je odvozen i název tampura, který označuje indický doprovodný nástroj.
Orchestry používající tambury se nazývají tamburaši.